# Panoptikum Města pražského
Panoptikum Města pražského je československý kriminální televizní seriál z roku 1988 režiséra Antonína Moskalyka, který volně navazuje na seriál Hříšní lidé města pražského. Natočený byl podle příběhů spisovatele Jiřího Marka.

## Obsazení
| Jiří Adamíra         | policejní rada Korejs       |
| Josef Vinklář        | inspektor Josef Bouše       |
| Josef Bláha          | inspektor Josef Brůžek      |
| Ondřej Havelka       | policejní koncipista Souček |
| František Filipovský | detektiv Václav Mrázek      |
| Bedřich Prokoš       | policejní prezident         |
| Dalimil Klapka       | policejní lékař             |

## Seznam dílů
- 1. díl – Funus
- 2. díl – Děvče od vody
- 3. díl – Atentát na ministerského předsedu
- 4. díl – Letní přeháňka
- 5. díl – Potkat Anděla
- 6. díl – V tom starém domě
- 7. díl – Hokynářská balada
- 8. díl – Pan rada v Paříži
- 9. díl – Příběh z dovolené
- 10. díl – Laková krabička na čaj